# 中华人民共和国国务院 (第六届全国人大期间)
中华人民共和国第六届国务院指与中华人民共和国第六届全国人民代表大会（1983年6月至1988年4月）同期的一届中华人民共和国国务院（即中央人民政府），由时任国务院总理的赵紫阳负责，1987年11月起李鵬出任代總理。

## 组成人员
- 总理：赵紫阳（党组书记，-1987年11月)、代总理李鹏（1987年11月-)[1]
- 副总理：万里 · 姚依林 · 李鹏 · 田纪云 · 乔石（1986年4月增补）[1]
- 国务委员：方毅 · 谷牧 · 康世恩 · 陈慕华（女） · 姬鹏飞 · 张劲夫 · 张爱萍 · 吴学谦 · 王丙乾 · 宋平 · 宋健（1986年4月增补）[1]
- 秘书长：?

| 1. 外交部 部长：吴学谦（兼） 2. 国防部 部长：张爱萍（兼） 3. 国家计划委员会 主任：宋 平（兼） → 姚依林（兼） 4. 国家经济委员会 主任：张劲夫（兼） → 吕 东 5. 国家经济体制改革委员会 主任：赵紫阳（兼） → 李铁映 6. 国家科学技术委员会 主任：方 毅（兼） → 宋 健 7. 国防科学技术工业委员会 主任：陈 彬 → 丁衡高 8. 国家民族事务委员会 主任：楊靜仁 → 司马义·艾买提 9. 公安部 部长：刘复之 → 阮崇武 → 王 芳 10. 国家安全部 部长：凌 云 → 贾春旺 11. 民政部 部长：崔乃夫 12. 司法部 部长：邹 瑜 13. 财政部 部长：王丙（兼） 14. 商业部 部长：刘 毅 15. 对外经济贸易部 部长：陈慕华（兼） → 郑拓彬 16. 农牧渔业部 部长：何 康 17. 林业部 部长：杨 钟 → 高德占 18. 水利电力部 部长：钱正英 19. 城乡建设环境保护部 部长：李锡铭 → 芮杏文 → 叶如棠 20. 地质矿产部 部长：孫大光 → 朱 训 21. 冶金工业部 部长：李东冶 → 戚元靖 22. 机械工业部 部长：周建南 23. 核工业部 部长：蒋心雄 24. 航空工业部 部长：莫文祥 25. 电子工业部 部长：江泽民 → 李铁映 26. 兵器工业部 部长：于 一 → 邹家华 27. 航天工业部 部长：张 钧 → 李绪鄂 28. 煤炭工业部 部长：高扬文 → 于洪恩 29. 石油工业部 部长：唐 克 → 王 涛 30. 化学工业部 部长：秦仲达 31. 纺织工业部 部长：吴文英 32. 轻工业部 部长：杨 波 → 曾宪林 33. 铁道部 部长：陈璞如 → 丁关根 34. 交通部 部长：李 清 → 钱永昌 35. 邮电部 部长：文敏生 → 杨泰芳 36. 劳动人事部 部长：赵守一 → 赵东宛 37. 文化部 部长：朱穆之 → 王 蒙 38. 新华通讯社 社长：穆 青 39. 广播电视部 部长：吴冷西 → 艾知生 40. 教育部 部长：何东昌 → 李 鹏（兼） 41. 卫生部 部长：崔月犁 → 陈敏章 42. 国家体育运动委员会 主任：李梦华 43. 国家计划生育委员会 主任：钱信忠 → 王 伟 → 彭珮云 44. 中国人民银行 行长：吕培俭 → 陈慕华（兼） 45. 审计署 审计长：于明涛 → 吕培俭 46. 中国科学院 院长：卢嘉锡 → 周光召 47. 监察部 部长：尉健行 |